# 美第奇-里卡迪宫

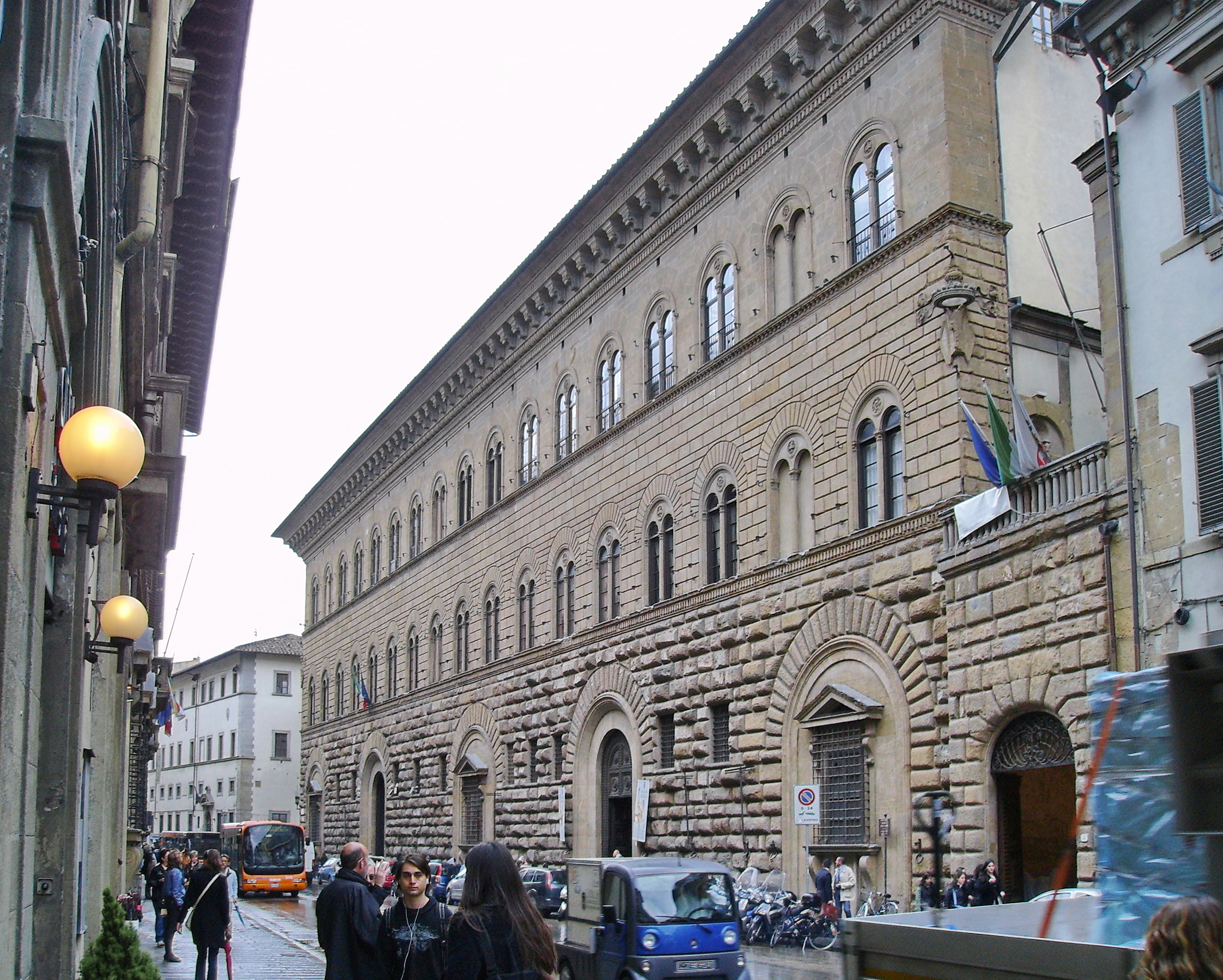
美第奇-里卡迪宫

美第奇-里卡迪宫（Palazzo Medici Riccardi），是意大利佛罗伦萨的一座文艺复兴宫殿，位于加富尔路（via Cavour）。是米开罗佐·迪·巴多罗米欧（Michelozzo di Bartolomeo）为美第奇家族的科西莫·德·美第奇设计，修建于1445年到1460年之间，以其粗面光边石工和琢石石工著称。 三维立体图用在这里，显示理性、秩序的文艺复兴精神，和古典主义的人类尺度。三段划分强调水平方向，将建筑分为高度逐渐递减的数层。这使得当眼睛从极其沉重的檐口向上看时，建筑显得较为轻盈，并且明确规定了建筑物的轮廓。
在美第奇-里卡迪宫内的贤士小圣堂，三面墙壁几乎全部覆盖着著名的连环壁画《三王来朝》（或《東方三賢士的白冷之旅》），由文艺复兴大师贝诺佐·戈佐利（Benozzo Gozzoli）为当时佛罗伦萨的统治者美第奇家族绘于1459-1461年。